# Cladura megacauda
Cladura megacauda là một loài ruồi trong họ Limoniidae. Chúng phân bố ở miền Cổ bắc.